# Mamadou Niang
Mamadou Niang (Matam, 13 oktober 1979) is een Senegalese voetballer.

## Clubcarrière
De aanvaller kwam sinds het seizoen 2005/06 uit voor de Franse eersteklasser Olympique Marseille en speelt in het seizoen 2010/2011 voor de Turkse club Fenerbahçe SK. In augustus 2009 verlengde hij zijn contract bij de club tot en met het seizoen 2013/14. Eerder speelde hij voor onder meer FC Metz en RC Strasbourg. In 2005 won hij met Strasbourg de Coupe de la Ligue.
In het seizoen 2009/2010 was hij met achttien doelpunten topscorer in de Ligue 1, werd hij verkozen in het elftal van het seizoen (net als in het seizoen 2007/2008) en werd zijn doelpunt tegen Montpellier HSC gekozen tot mooiste doelpunt van het seizoen.
Als antwoord op het transferbeleid van Galatasaray strikt Besiktas Mamadou Niang, inmiddels bijna 34 jaar, voor het seizoen  van 2012/2013 van Super lig,

## Interlandcarrière
Niang speelde sinds 2004 tweeënveertig interlands voor de Senegalese nationale ploeg, waarin hij vijftien maal het doel trof. Hij vertegenwoordigde zijn land op die verschillende edities van de Afrika Cup: in 2004, 2006 en 2008.